# Aurora Miranda

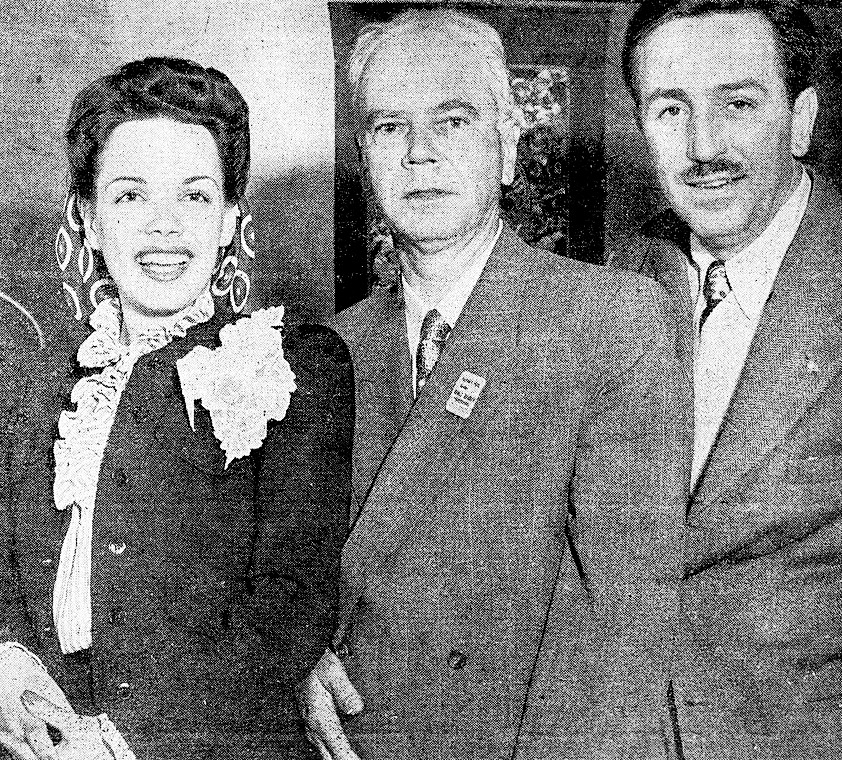
Aurora Miranda tillsammans med den brasilianska journalisten Belisário de Souza (mitt) och Walt Disney (höger) den 20 juli 1943.

Aurora Miranda (född Aurora Miranda da Cunha, 20 april 1915, död 22 december 2005) var en brasiliansk sångerska och skådespelare. Hon började sin karriär vid 18 års ålder. Hennes första skiva var Cae cae balao. Miranda var med i ett antal filmer, såsom Tre Caballeros där hon dansade med disneyfigurerna Kalle Anka och José Carioca medan hon sjöng låten Os Quindins de Yayá. Hon var syster till sångerskan och Broadway-skådespelaren Carmen Miranda.

## Karriär
Aurora Miranda hade en framgångsrik karriär i både Brasilien och USA, dock kanske överskuggad av sin sex år äldre syster. År 1932, vid 18 års ålder, fick hon ett erbjudande av kompositören Josué de Barros att uppträda i Mayrink Veiga radio, Brasiliens mest uppmärksammade radiokanal under 1930-talet. Samma kompositör hade tio år tidigare upptäckt hennes äldre syster, och givit systern möjlighet att göra karriär inom nöjesindustrin.